# 亞塞拜然國立交響樂團
亞塞拜然國立交響樂團（亞塞拜然語：Hacıbəyov adına Azərbaycan Dövlət Simfonik Orkestri）成立於1920年，是蘇聯最早的管弦樂團之一。此樂團是應作曲家烏澤伊爾·哈吉貝約夫（Uzeyir Hajibeyov）的請求而建立，並且之後以他的名字命名。它隸屬於亞塞拜然國立愛樂協會（Müslüm Maqomayev adına Azərbaycan Dövlət Akademik Filarmoniyası）。
一些作曲家，如Rhené-Baton、奧托·克倫佩勒（Otto Klemperer）曾被邀請從國外來協助建立並且訓練樂團。從1938年到1984年，哈吉貝約夫的姪子Niyazi成為樂團的指揮。在他去世後，由亞塞拜然人民藝術家，Rauf Abdullayev教授接下了指揮一職。樂團在數個國家巡迴演出過，包括美國、英國、法國、德國、瑞士、義大利、土耳其和埃及。

## 主要指揮家
- 烏澤伊爾·哈吉貝約夫（1920年—1938年）
- Niyazi Hajibeyov（1938年—1984年）
- Rauf Abdullayev（1984年—）